# Romagny (Alto Reno)
Romagny è un comune francese di 196 abitanti situato nel dipartimento dell'Alto Reno nella regione del Grand Est.

## Società

### Evoluzione demografica
Abitanti censiti